# Masacre împotriva evreilor din România
Listă de masacre și pogroame comise împotriva evreilor din România:
- Masacrul de la Odesa
- Masacrul de la Sărmașu
- Masacrul de la Luduș
- Masacrul de la Galați
- Pogromul de la București
- Pogromul de la Dorohoi
- Pogromul de la Iași